# Mesorhaga torquata
Mesorhaga torquata är en tvåvingeart som först beskrevs av Jacques-Marie-Frangile Bigot 1890.  Mesorhaga torquata ingår i släktet Mesorhaga och familjen styltflugor.
Artens utbredningsområde är Sri Lanka. Inga underarter finns listade i Catalogue of Life.